# La Navidad

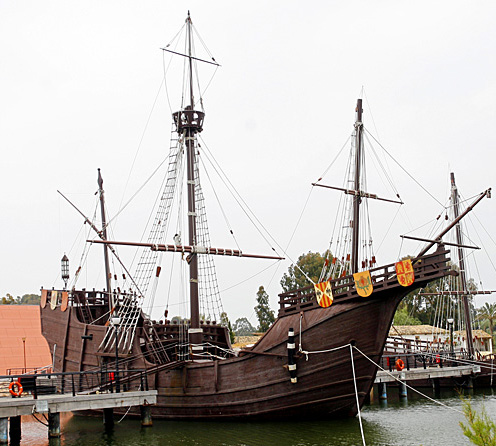
Replica della Santa María presso il Molo delle caravelle a Palos de la Frontera, provincia di Huelva. Con il legno del relitto venne costruita La Navidad.

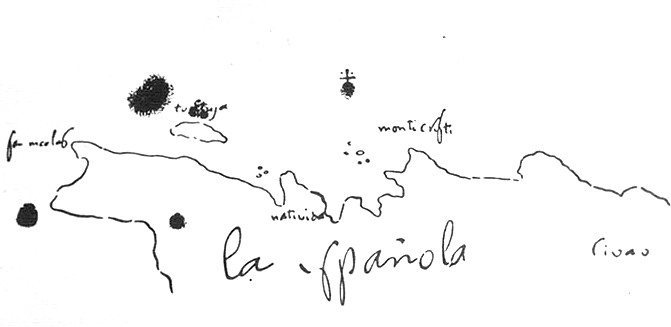
Mappa di Hispaniola realizzata da Colombo dove si possono vedere il La Navidad e il territorio del Cibao. Il Cibao occupa l'intera parte settentrionale del territorio domenicano. A nord e ad est della regione c'è l'Oceano Atlantico, a ovest c'è la Repubblica di Haiti ea sud c'è la Cordillera Central, che separa il Cibao dalle altre regioni.

La Navidad fu un insediamento che Cristoforo Colombo ed i suoi uomini fondarono nel 1492 su Haiti, utilizzando come materiale il relitto della Santa María distrutta il 25 dicembre dello stesso anno dopo aver rotto gli ormeggi ed essersi infranta contro alcuni scogli di corallo.

## Costruzione di La Navidad
Dopo aver saputo dal capo indigeno Guacanagari che sull'isola si trovava molto oro, Colombo decise di lasciare sul posto la ciurma del vascello distrutto per creare un insediamento ed ottenere l'oro promesso, mentre lui tornava in Spagna per rendere conto al re ed organizzare una seconda spedizione. Per questo motivo ordinò di smantellare la nave per ottenere il materiale da costruzione necessario per l'edificazione di una piccola fortezza.
(Cristoforo Colombo)
Colombo chiamò la colonia La Navidad (Natale), essendo stata fondata il giorno di Natale. Nominò Diego de Arana come governatore dell'insediamento.
Venerdì 4 gennaio 1493 Colombo salpò sulla Niña in cerca della terza nave della flotta, la Pinta. La Pinta era comandata da Martín Alonso Pinzón, e non se ne avevano notizie da sei settimane. La notte del 21 novembre la caravella Pinta apparve al largo delle coste di Cuba e, nel suo giornale di bordo, Colombo accusò Pinzón di essersi volontariamente diviso dalle altre navi per superare gli altri nella corsa all'oro. Ancora più inquietante era la sua paura del fatto che Pinzón avrebbe potuto ripartire velocemente per la Spagna per essere il primo a portare la notizia alla Corte di Spagna, "raccontando loro menzogne" sulla condotta dell'ammiraglio della spedizione. La domenica mattina, 6 gennaio 1493, la Pinta fu vista avvicinarsi da est e, dopo una discussione animata tra i due uomini, la flotta tornò a recuperare persone e rifornimenti per il viaggio di ritorno.

## Anni seguenti
Quando Colombo tornò dalla Spagna durante il suo secondo viaggio, il 27 novembre 1493 arrivò con la speranza di trovare un villaggio animato. Quando sbarcò trovò undici corpi sulla spiaggia, e scoprì che La Navidad era stata distrutta. I vicini Taino affermarono che i coloni avevano maltrattato i nativi, i quali si sarebbero vendicati uccidendoli tutti.
Colombo decise di costruire un nuovo insediamento più ad est, nell'attuale Repubblica Dominicana, chiamandolo La Isabela in onore della regina Isabella.

## Riscoperta
Dopo che Colombo fu partito per la seconda volta, il sito fu dimenticato finché un agricoltore haitiano non vi condusse William Hodges nel 1977. Hodges, archeologo amatore e missionario medico statunitense, ricevette il permesso dal governo haitiano di scavare una zona grande quanto un campo da tennis nella parte paludosa, grazie al quale trovò alcuni artefatti di La Navidad.